# Crangonyctidae
Crangonyctidae (лат.) — семейство ракообразных из отряда бокоплавов (Crangonyctoidea, Gammarida). Голарктика.

## Описание
Тело латерально сжатое или субцилиндрическое. Глаза хорошо развиты или отсутствуют, если присутствуют, то круглые, яйцевидные или субпрямоугольные. Кальцеоли антенн 1—2 крангониктоидные (тип 9). Антенна 1 длиннее антенны 2. Базальный эндит максиллы 2 с косым рядом щетинок.

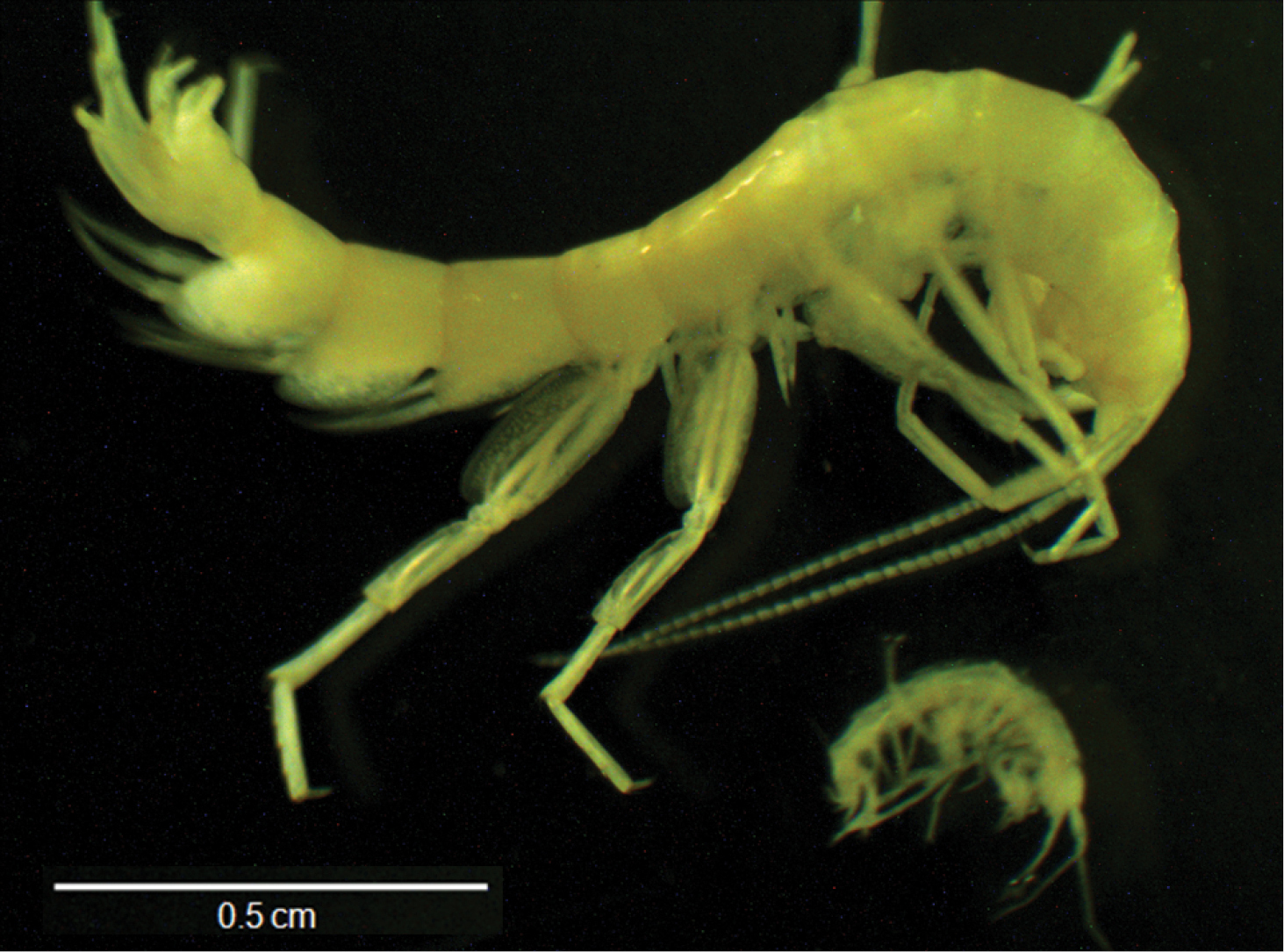
Stygobromus allegheniensis
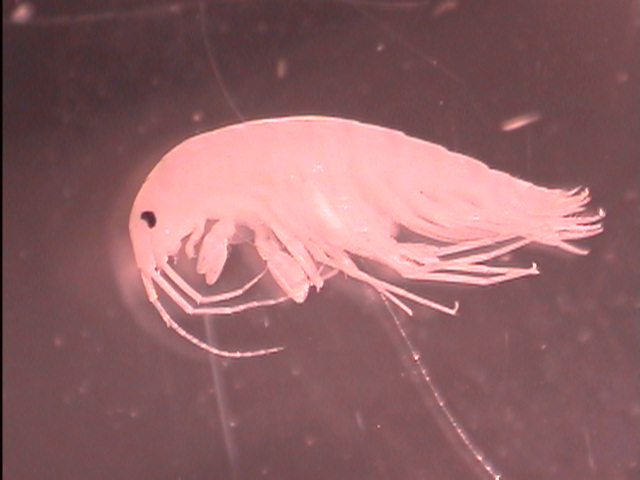
Crangonyx sp.
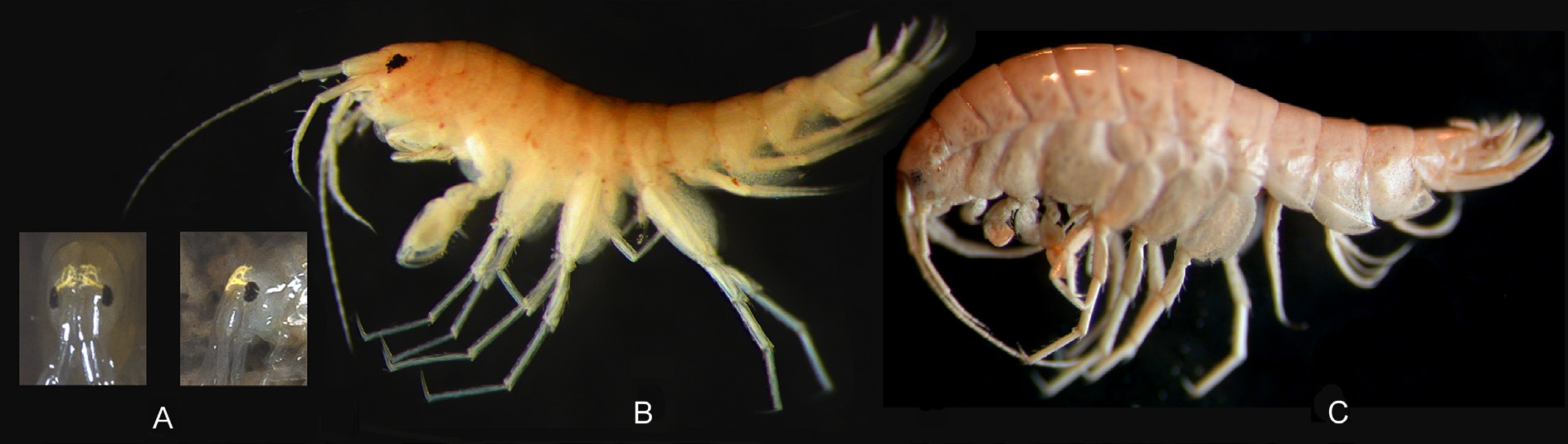
Synurella ambulans

## Классификация
Включает 13 родов и около 250 видов. Среди крупнейших родов Stygobromus (около 140 видов) и Crangonyx (около 50 видов).
- Amurocrangonyx Sidorov & Holsinger, 2007[8]
- Bactrurus Hay, 1902
- Crangonyx Bate, 1859[9]
- Diasynurella  Behning, 1940
- Lyurella Derzhavin, 1939
- Palearcticarellus  Palatov & Marin, 2020[10]
- Pontonyx  Palatov & Marin in Palatov & Marin, 2021[2][11]
- Sicifera  Cannizzaro, Daniels & Berg, 2021[12]
- Stygobromus Cope, 1872
- Stygonyx Bousfield & Holsinger, 1989
- Synurella  Wrześniowski, 1877[1]
- Uralocrangonyx  Marin & Palatov, 2022[13][14]
- Volgonyx  Marin & Palatov, 2021[2]